# Luis G. Abbadie
Luis G. Abbadie (n. 13 august 1968, Guadalajara, Jalisco, Mexic) este un scriitor mexican specializat în literatura de groază, păgânism, pseudobibliografii și paramitologii, inclusiv nuvele horror și fantastice.  El a contribuit frecvent la Mitologia Cthulhu. A colaborat în antologii și reviste din Spania, Franța, Argentina și America de Nord.